# Arnapa
Arnapa es un género de arañas de la familia Pholcidae, orden Araneae. Fue descrito por Bernhard A. Huber en 2019.

## Especies
- A. arfak Huber, 2019
- A. manokwari Huber, 2019
- A. meja Huber, 2019
- A. nigromaculata (Kulczyński, 1911)
- A. tinoor Huber, 2019
- A. tolire Huber, 2019